# Carshalton
Carshalton (/kɑrˈʃɔːltənˌʔˈʃɒlʔ/ kar-SHAWL-tən-,_---SHOL--) é uma cidade, com um centro histórico, no sul de Londres, Inglaterra, dentro do borough londrino de Sutton. Está situado a 15,3 km ao sul-sudoeste de Charing Cross. Antes da criação da Grande Londres em 1965, Carshalton ficava no condado administrativo de Surrey.
Carshalton é composta por vários bairros. O principal ponto focal, a Vila de Carshalton, é visualmente cênico e pitoresco. Em seu centro, há dois lagos adjacentes, com vista para a Igreja de Todos os Santos, tombada como Grau II, no lado sul, e para o Parque Bosque Vitoriano, no lado norte. O Museu Honeywood, tombado como Grau II, fica no lado oeste, a poucos metros da água. Há vários outros edifícios listados, bem como três áreas de conservação, incluindo uma na vila. Além do Museu Honeywood, Carshalton conta com diversas outras atrações culturais, incluindo o Teatro Charles Cryer e uma galeria de arte no Parque Oaks. Também abriga o Centro de Ecologia Sutton, e todos os anos uma feira ambiental é realizada no Parque Carshalton, ao sul da vila.
Carshalton faz parte do círculo eleitoral parlamentar de Carshalton e Wallington, formado em 1983. Tom Brake (liberal democrata) foi seu deputado de 1997 a 2019, e Elliot Colburn (conservador) foi o deputado de 2019 a 2024. Em 2024, Bobby Dean (liberal democrata) é o atual deputado.
A população combinada das cinco alas que compõem Carshalton era de 45.525 no censo de 2001. A maioria da população de Carshalton está no grupo social ABC1. No censo de 2011, as alas foram fundidas em 3 com uma população total de 29.917.

## História e Etimologia
Carshalton foi inicialmente chamada de Cressalton. Na Idade Média, a maior parte das terras da vila eram terras agrícolas. Cada agricultor possuía várias faixas de terra de acordo com sua riqueza. No início do século XVII, havia apenas três moinhos ao longo do rio. Carshalton também era conhecida por suas nascentes, que deram o nome ao lugar.
Carshalton era conhecida por suas nascentes; estas podem ter dado ao lugar o nome Cars – Aul – ton. Aul significa poço ou fonte. Uma tonelada é uma fazenda que era de alguma forma cercada. O significado do elemento Cars é incerto, mas grafias antigas (Kersaulton e Cresaulton) podem indicar conexão com uma cruz ou talvez agrião, já que o agrião era cultivado localmente.
Em seu livro History of the Worthies of England, o historiador do século XVII Thomas Fuller se refere a Carshalton por suas nozes e trutas.
A terra era destinada principalmente ao uso arável, e o rio Wandle deu origem à manufatura com energia hidráulica. Um moinho d'água para moer milho foi mencionado no Domesday Book. No final do século XVIII, havia registros de vários moinhos para a produção de papel e pergaminho, couro, rapé, madeira em tora e óleo de semente. Havia também áreas de branqueamento para calicô.
Havia casas com estrutura de madeira do final da Idade Média e casas de tijolos e madeira com tábuas dos séculos XVII, XVIII e XIX. Em meados do século XIX, a população de Carshalton era de 2.411 habitantes, tornando-a, na época, a maior vila do que viria a se tornar o distrito londrino de Sutton. Tinha um caráter muito variado, com casas para os ricos em um extremo e cortiços nos quintais no outro. Em 1847, uma linha ferroviária foi construída de Croydon a Epsom, passando por Carshalton, mas a primeira estação foi construída em campos ao sul de Wallington. Uma estação na vila propriamente dita só foi estabelecida em 1868, quando a Linha Sutton-Mitcham foi construída. O desenvolvimento de Carshalton ganhou força no início da década de 1890, quando o Carshalton Park Estate foi vendido para desenvolvimento habitacional.
Carshalton é mencionado na seguinte rima folclórica histórica de Surrey:
"Sutton for mutton,
Carshalton for beeves
Epsom for whores,
and Ewell for thieves."

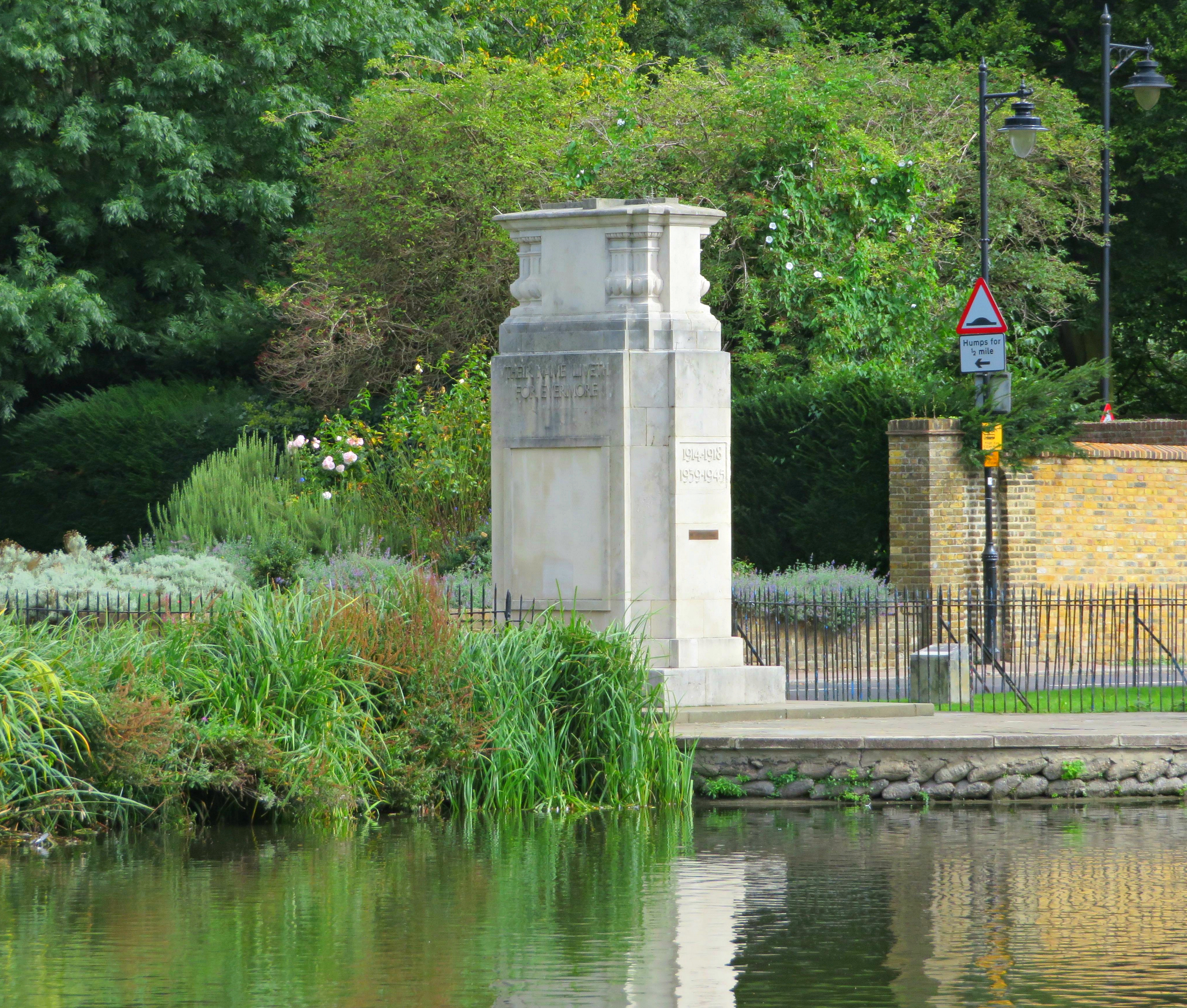
Memorial de Guerra de Carshalton

Durante a era vitoriana e no início do século XX, Carshalton era conhecida por seus campos de lavanda, mas a crescente demanda por terras para construção residencial pôs fim ao crescimento comercial.
A Commonwealth War Graves Commission lista 78 vítimas civis em Carshalton durante a Segunda Guerra Mundial.

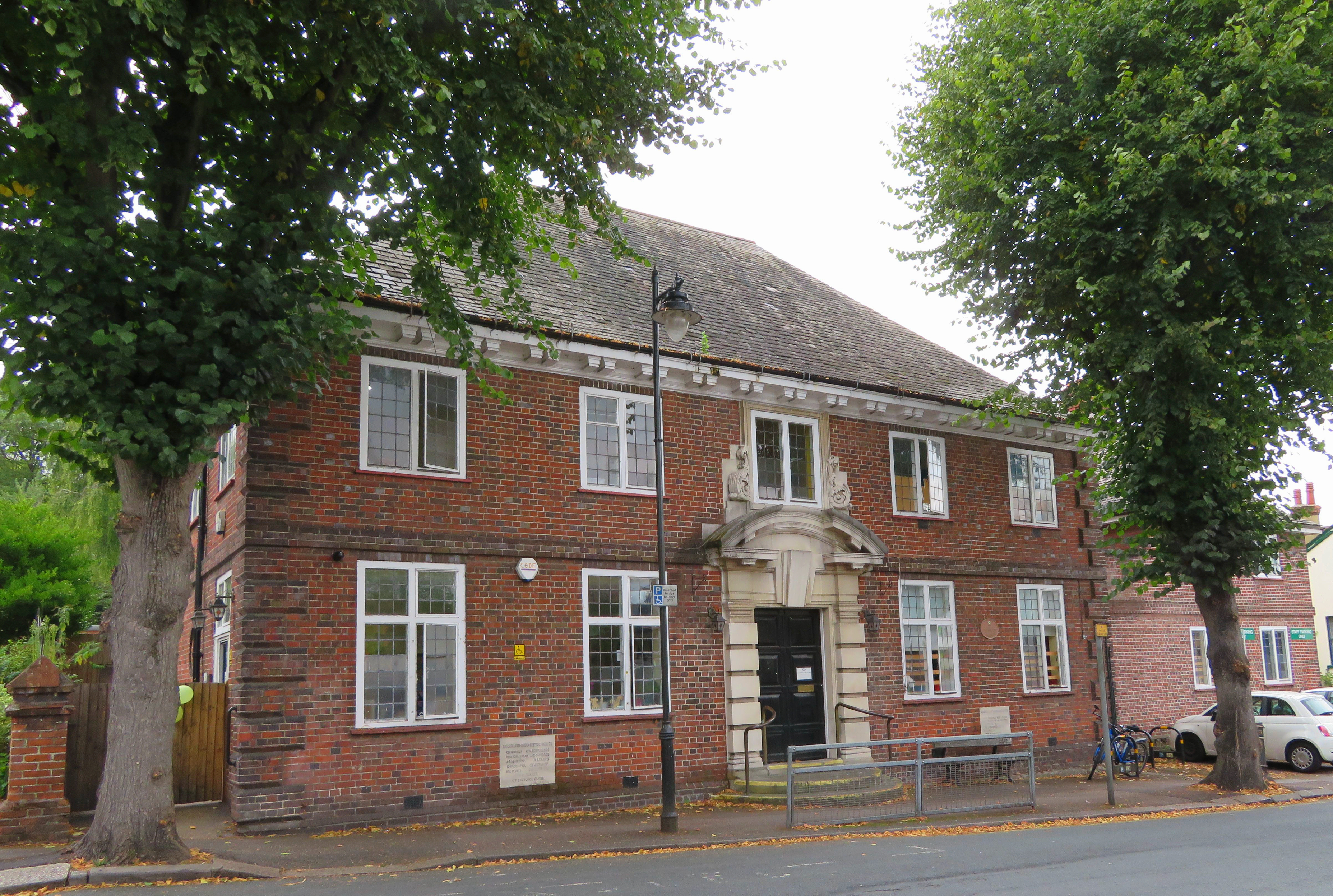
Escritórios do Conselho de Carshalton, posteriormente convertidos para uso como biblioteca pública

Carshalton fez parte do Distrito Urbano de Carshalton de 1894 a 1965; o UDC ficou sediado nos escritórios do Conselho de Carshalton em The Square até a década de 1920, quando se mudou para The Grove.

## Clima
O clima é costeiro. A temperatura média é de 10 °C. A temperatura média é de 19°C em julho e de 1°C em fevereiro.

## Geografia
O centro de Carshalton, ao redor dos lagos e da High Street, mantém um caráter de vila, embora a movimentada A232 atravesse a área. Há uma série de edifícios e espaços abertos protegidos pela Área de Conservação da Vila de Carshalton.recebeu o status do distrito londrino de Sutton. Em 1993, seus limites foram estendidos para incluir partes de Mill Lane e partes de The Square e Talbot Road, contendo a Reitoria da Igreja de Todos os Santos. A Área de Conservação contém muitos dos edifícios tombados localmente que contribuem para a importância histórica da área e é amplamente considerada como contendo algumas das melhores arquiteturas históricas e traçado de estradas do distrito. Um exemplo é o Stone Court, um edifício do início do século XIX com uma casa de portão, situado na extremidade norte do Grove Park. O pub The Sun é um belo exemplo de alvenaria decorativa vitoriana e faz uma contribuição positiva para a Área de Conservação.
A Área de Conservação também abrange áreas verdes abertas de importância histórica, incluindo os terrenos da Carshalton House Estate (que abriga a Escola Católica St. Philomena, a Escola St. Mary's Junior, a Escola St. Mary's Infants e a Torre de Água) e o Parque The Grove (que abriga o The Grove).
Igreja de Todos os Santos, atrás do pub Woodman. Outras áreas de conservação em Carshalton são a Área de Conservação Wrythe Green e a Área de Conservação Park Hill.
Sutton está localizada a 1,9 km a oeste do centro da cidade de Carshalton. Sua rua central leste-oeste pode ser considerada uma continuação da rua principal de Carshalton, uma rota quase reta da A-road para Orpington via Croydon, começando em Ewell.
Carshalton-on-the-Hill é a área residencial no alto terreno calcário ao sul do Parque Carshalton, a leste da Boundary Road, a oeste da Crichton Road/Queen Mary's Avenue/Diamond Jubilee Way e a sul das pequenas propriedades rurais de Little Woodcote. No coração de Carshalton-on-the-Hill fica o Parque Stanley (que é frequentemente usado como termo para descrever a área).
Carshalton Beeches é a área a oeste de Carshalton-on-the-Hill, a leste, de Crichton Road/Queen Mary's Avenue/Diamond Jubilee Way, a oeste, Banstead Road/Banstead Road South e Fairlawn Road ao sul. Cresceu em torno da estação ferroviária, que recebeu o nome da Beeches Avenue, uma rua próxima à sua localização; que, por sua vez, recebeu o nome das faias que a margeiam.
O Wrythe fica entre a vila de Carshalton ao sul e St. Helier a noroeste. Acredita-se que seu nome derive do centeio que outrora era cultivado nesta área, ou da palavra anglo-saxônica rithe, que significa um pequeno riacho. Durante a ocupação romana das Ilhas Britânicas, uma pequena nascente estava situada perto do gramado, agora adjacente a uma garagem da BP. A atividade romana na área é confirmada pelo fato de que outrora havia uma vila romana construída em Beddington, a apenas alguns quilômetros de distância, e várias estradas nas proximidades de origem romana. A nascente desapareceu desde então no subsolo e o bueiro que ela alimenta deságua no Wandle perto de Hackbridge.

## Econômia

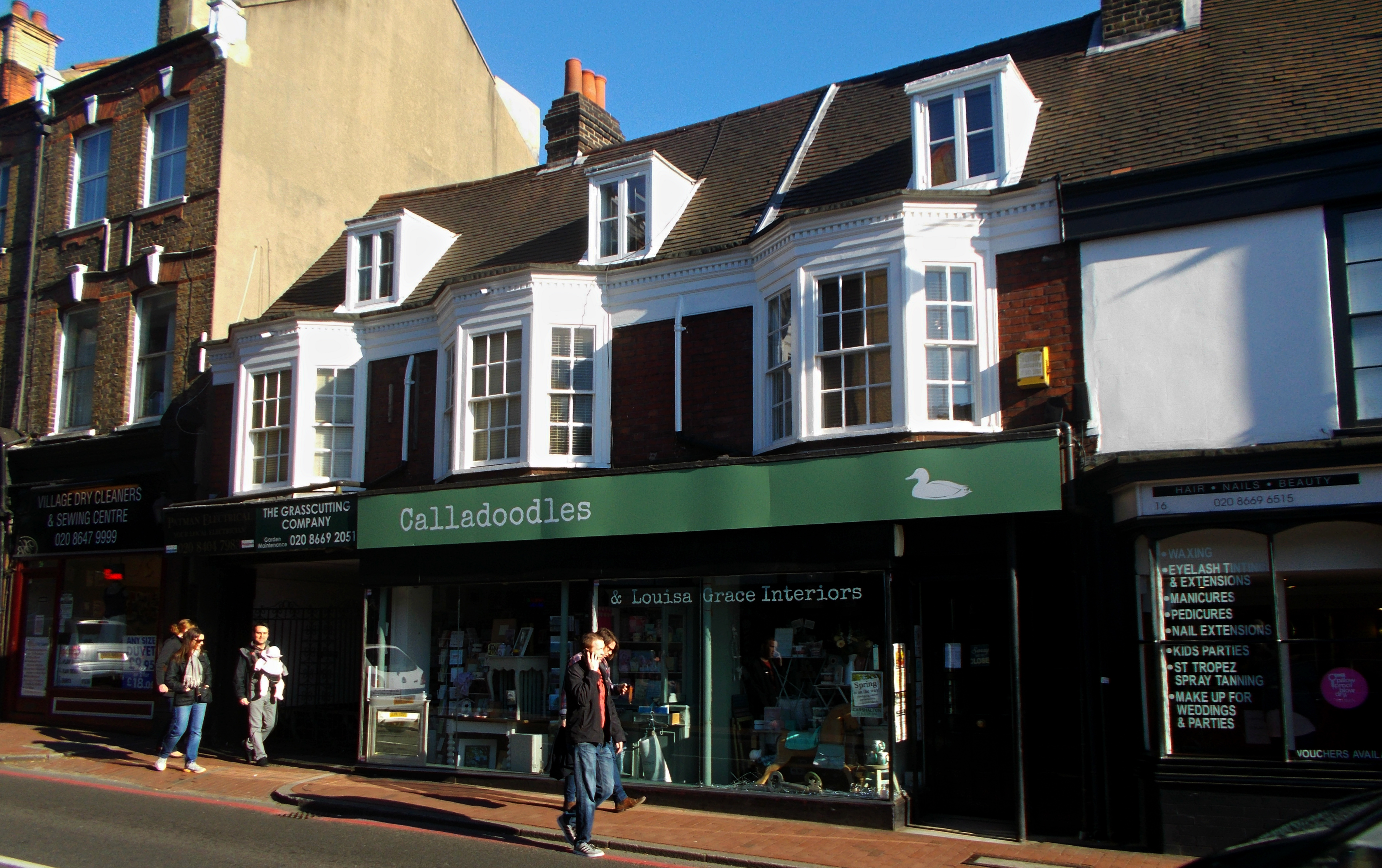
Centro de Carshalton

Diversas empresas e organizações estão sediadas em Carshalton, como o Instituto de Refrigeração.
O varejo também representa uma parte significativa da economia local. Há diversas áreas comerciais separadas, sendo a pequena rede de ruas em Carshalton Village a principal. 
A vila abriga uma variedade de estabelecimentos, principalmente independentes, incluindo uma galeria de arte, lojas de presentes, relojoaria, antiquários, lojas especializadas, cafeterias, pubs e restaurantes. Em 2014, um pub na West Street, em Carshalton Village, alcançou o Top 4 entre todos os pubs do Reino Unido, de acordo com a CAMRA.
Em Carshalton Beeches, a 800 metros a sudeste do Village, há outra área comercial, situada ao longo de um trecho de 275 metros da residencial Beeches Avenue. Os pontos de venda na Beeches Avenue incluem uma galeria de arte, uma chocolateria, lojas de presentes e salões de beleza e cabeleireiro.

## Transporte

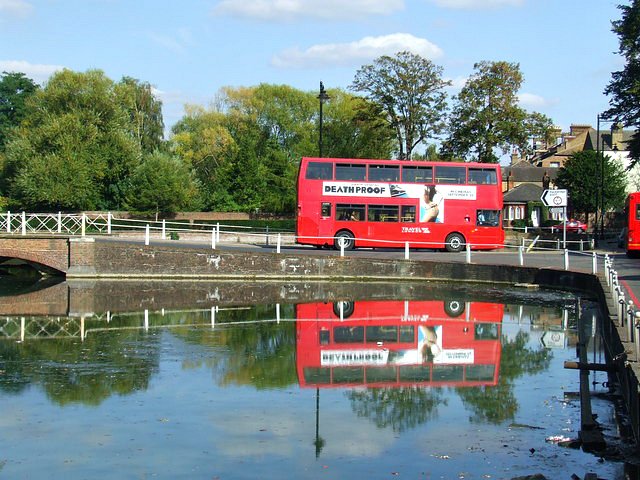
Ônibus cruzando ponte de Carshalton

Carshalton tem duas estações ferroviárias: Carshalton e Carshalton Beeches. De 1847 até a inauguração da atual Carshalton, em 1868, a estação ferroviária de Wallington chamava-se Carshalton. Os trens partem da atual Carshalton para Victoria (em cerca de 25 minutos), London Bridge e estações Thameslink, incluindo Blackfriars, Farringdon e Kings Cross St. Pancras.
A estação de metrô de Londres mais próxima é Morden.
Os serviços de ônibus 127, 157, 407, 627 e SL7 também atendem a High Street.
Carshalton está em uma seção da Rede Nacional de Ciclismo (Rota 20). Uma trilha de lazer ao longo do Rio Wandle de Wandsworth está disponível no site da Sustrans.